# Diploschistes arabiensis
Diploschistes arabiensis är en lavart som beskrevs av Lumbsch. Diploschistes arabiensis ingår i släktet Diploschistes och familjen Graphidaceae.   Inga underarter finns listade i Catalogue of Life.